# Рябов, Николай Фёдорович

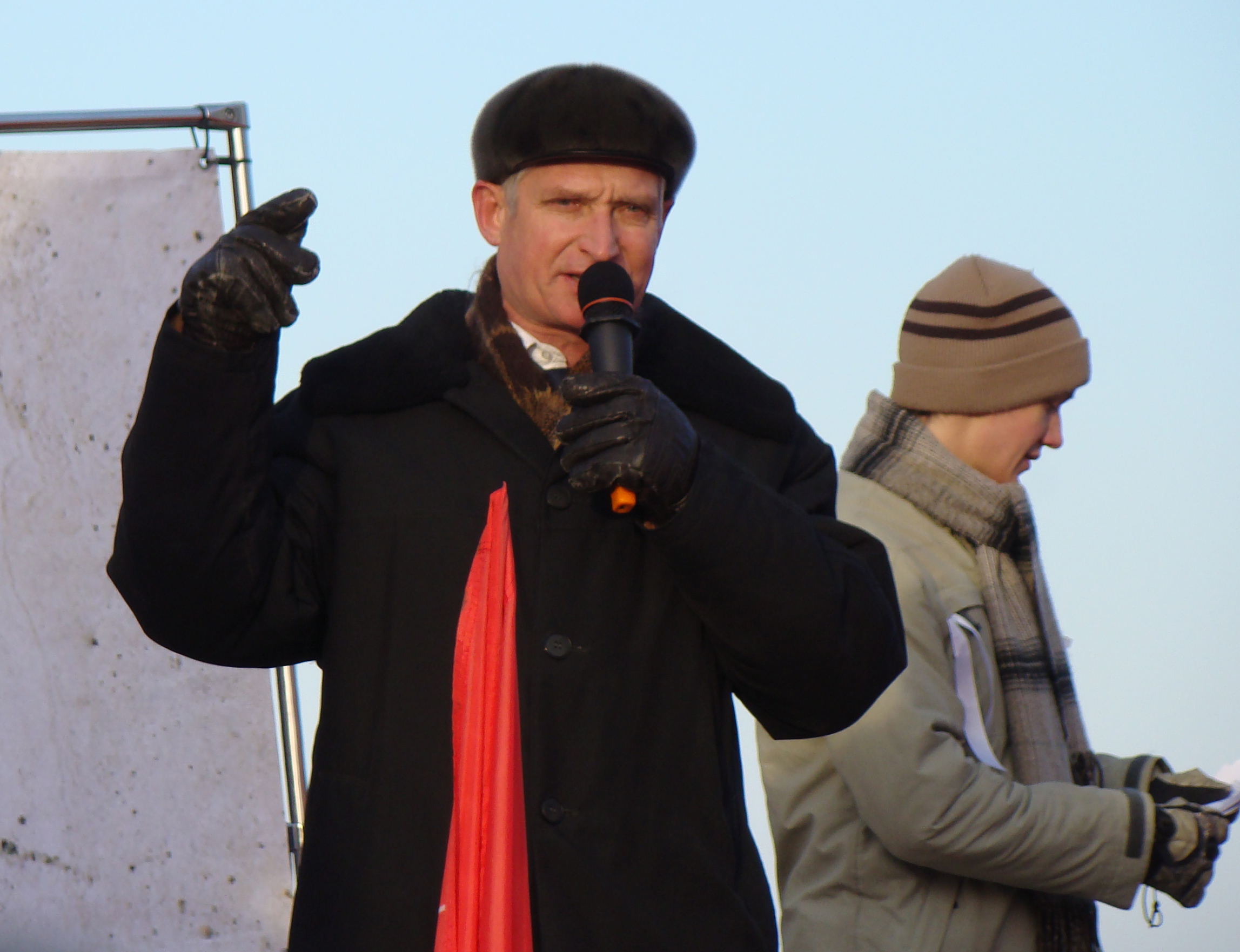
Николай Рябов на митинге

Никола́й Фёдорович Ря́бов (р. 20 марта 1949) — российский политический деятель. Депутат Государственной думы V (2007—2011) и VI созывов (2011—2016), член фракции КПРФ. Первый секретарь нижегородского областного комитета КПРФ с 2004 по 2015 год.

## Биография
Родился 20 марта 1949 года в деревне Малая Мажарка Горьковской (ныне Нижегородской) области. Из многодетной семьи. В 1982 году окончил Всесоюзный заочный финансово-экономический институт.
Работал в стройтресте Горьковского автомобильного завода.
После восстановления компартии РФ Н. Ф. Рябов стал активно участвовать в её работе. Был секретарём Автозаводского райкома КПРФ (до 2002 г.), секретарём НРО КПРФ. В 1993, 1995, 1999 г.г. баллотировался в Госдуму. Также участвовал в различных местных выборах, но всегда проигрывал в одномандатных округах.
В июле 2004 года избран первым секретарём нижегородского обкома КПРФ, сменив Бенедиктова Николая Анатольевича. Ранее позиция Бенедиктова, участвовавшего в «альтернативном» оппозиционном Зюганову десятом съезде КПРФ, не была поддержана нижегородской организацией.
16 октября 2005 года принимал участие в выборах мэра Нижнего Новгорода. Занял второе место, получив всего 7,02 % голосов.
12 марта 2006 года избран депутатом Законодательного собрания Нижегородской области. КПРФ получила в области 17,81 % голосов, заняв второе место после партии «Единая Россия» с 43,91 % голосов. При этом во время предвыборной кампании «Единая Россия» значительно превосходила соперников своими финансовыми и административными возможностями. По результатам выборов КПРФ получила 5 мест из 50 в Законодательном Собрании (впоследствии один из депутатов вышел из фракции коммунистов), Рябов возглавил фракцию партии.
В августе 2006 года Рябов пытался инициировать обращение от имени законодательного собрания к руководству страны о недопустимости проведения российско-американских учений «Торгау-2006» с участием военнослужащих США в Нижегородской области, намеченных на сентябрь. Учения в итоге так и не состоялись.
В 2007 году избран депутатом Государственной думы пятого созыва по избирательному списку КПРФ. КПРФ получила в области 12,58 % голосов (что дало ей право на один депутатский мандат), заняв второе место после «Единой России» с 60,62 %. Член комитета по промышленности.
В 2011 году Н. Ф. Рябов снова возглавил одну из региональных групп Федерального списка КПРФ на выборах в Государственную Думу ФС РФ и был избран в Госдуму.
В июне 2012 г. снова избран первым секретарем обкома НРО КПРФ.
Незадолго до начала предвыборной кампании в Городскую Думу Нижнего Новгорода в 2015 году Н. Ф. Рябов добровольно ушёл со своего партийного поста в Нижегородской области, оставшись депутатом Госдумы. Пленум НРО КПРФ, в котором принимал участие В. Ф. Рашкин, удовлетворил просьбу Н. Ф. Рябова, чьим преемником стал заместитель Председателя Законодательного Собрания Нижегородской области В. И. Егоров.

## Личная жизнь
Женат вторым браком (овдовел в 2004-м году).
Имеет сына Виталия и двух внуков.